# Johann Samuel Magnus
Johann Samuel Magnus (* 4. September 1678 zu Albrechtsdorf bei Sorau; † 10. November 1707 in Sorau) war ein deutscher evangelischer geistlicher Dichter und Historiker.

## Leben
Der Sohn des Pfarrers Johann Magnus studierte an der Universität Greifswald und an der Universität Wittenberg und starb als Kandidat des geistlichen Ministeriums.
Während seines kurzen Lebens veröffentlichte er außer einer kleinen hebräischen Grammatik einige Erbauungsschriften. In seiner Schrift „Erquickung auf dem Siechbette“ befindet sich unter einer Anzahl von ihm gedichteter Lieder auch das in mehrere Gesangbücher aufgenommene Lied: „Jesum hab ich mir erwählet, Jesus ist mein Licht und Schein“.
Aus seinem Nachlass wurde 1710 eine historische Beschreibung der Stadt Sorau herausgegeben, die für die Geschichte und namentlich auch die Gelehrtengeschichte der Lausitz von Wert ist.

## Werke
- Traurige, aber auch fröliche Gedancken über etliche achtzig Personen, welche am Tage der Himmelfahrt Jesu Christi, oder den 13. May 1706. aus der evangelischen Kirchen fuer Gross-Glogau zu Schiffe nach Hause fahren, und … in der Oder … ertruncken sind. Breslau 1706.
- Ein leichter und richtiger Weg zur ebräischen Sprache, der jungen Knaben gezeigt wird. Liegnitz 1707.
- Erquickung auf dem Siechbette. Liegnitz 1707.
- Historische Beschreibung der Hoch-Reichs-Gräfflichen Promnitzschen Residentz-Stadt Sorau in Niederlausitz, Und Deroselben Regenten Kirchen- und Regiment-Sachen, Wie auch Gelehrten Leuthen Und Sonderbahren Begebenheiten. M. Rohrlach, Leipzig 1710 (Digitalisat).